# Пуебла-де-ла-Кальсада
Пуебла-де-ла-Кальсада (ісп. Puebla de la Calzada) — муніципалітет в Іспанії, у складі автономної спільноти Естремадура, у провінції Бадахос. Населення — 5963 особи (2010).
Муніципалітет розташований на відстані близько 300 км на південний захід від Мадрида, 29 км на схід від Бадахоса.

## Демографія
Динаміка населення (INE ):